# Carl Wilson
Pour les articles homonymes, voir Wilson.
Carl Wilson, né le 21 décembre 1946 à Hawthorne (Californie) et mort le 6 février 1998 à  Los Angeles (Californie), est un membre du groupe The Beach Boys.

## Biographie
Il est le jeune frère de Brian et Dennis Wilson.
C'est le guitariste principal du groupe, il chante aussi sur certaines chansons (notamment God Only Knows de l'album Pet Sounds, Kokomo et le tube Good Vibrations). Il reste longtemps avec le groupe, se lançant dans la production de leurs albums, lorsque son frère Brian quitte le groupe à partir de 1966.
Carl sort deux albums solo : Carl Wilson (1981) et Youngblood (1984). Il fait une tournée solo, mais regagne assez rapidement le groupe après celle-ci.
Il est mort d'un cancer du poumon le 6 février 1998. Deux ans après sa mort, son dernier album, Like A Brother sort. Il est le fruit d'une collaboration avec Robert Lamm (en) du groupe Chicago et Gerry Beckley du groupe America. On retrouve aussi sa voix dans l'album de son frère Brian : Gettin' In Over My Head (2004).

## Discographie
- Carl Wilson (1981)
- Youngblood (1984)
- Like A Brother (2000)